# Boris Palmer

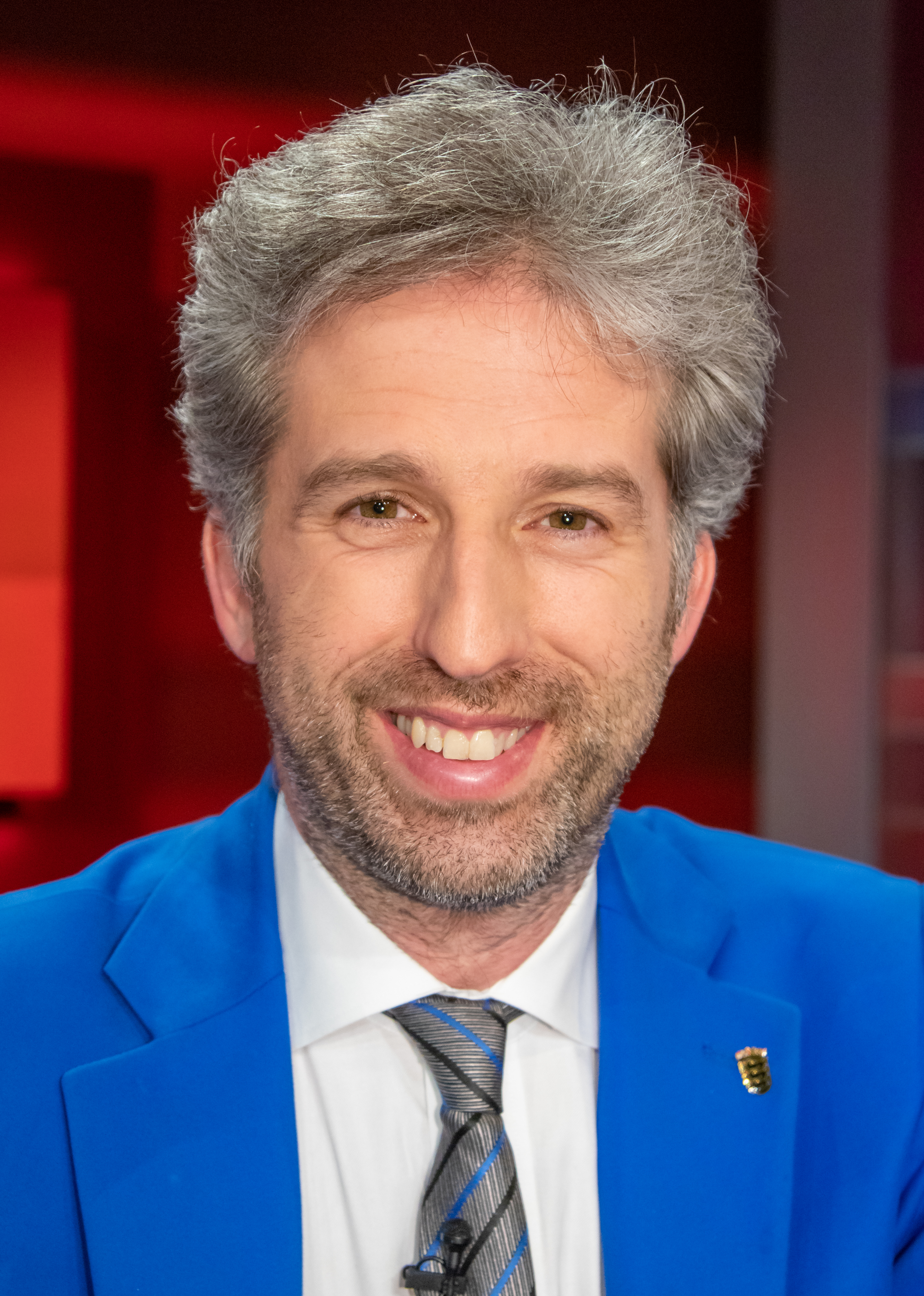
Boris Palmer (2020)

Boris Erasmus Palmer (* 28. Mai 1972 in Waiblingen) ist ein deutscher Politiker (parteilos, zuvor Bündnis 90/Die Grünen) und seit 2007 Oberbürgermeister der Stadt Tübingen. Zuvor war er von 2001 bis 2007 Abgeordneter im Landtag von Baden-Württemberg.
Von 1996 bis 2023 war er Mitglied der Partei Bündnis 90/Die Grünen. Nachdem er seine Mitgliedschaft auf Grund eines innerparteilichen Zerwürfnisses bereits seit April 2022 hatte ruhen lassen, trat er am 1. Mai 2023 aus der Partei aus.

## Herkunft, Studium und Privates
Boris Palmer wuchs als Sohn des Obstbauern Helmut Palmer und dessen Frau Erika Palmer, geb. Kröner, in Geradstetten im Remstal auf. Er wurde nach dem Schriftsller Boris Pasternak benannt. Sein Vater erlangte als „Remstal-Rebell“ überregionale Bekanntheit, da er bei mehr als 250 Bürgermeisterwahlen in Baden-Württemberg als parteiloser Kandidat antrat. Palmer begleitete seinen Vater schon als Kind oft bei dessen Wahlkämpfen. Boris Palmer ist ein Cousin des CDU-Politikers Christoph Palmer, der früher Landtagsabgeordneter, Staatsminister, Vertrauter des Ministerpräsidenten Erwin Teufel und Kreisvorsitzender der Stuttgarter CDU war. Sein Großvater väterlicherseits war jüdischer Herkunft und emigrierte laut Palmer in der Zeit des Nationalsozialismus in die USA.
Als Schüler wurde Boris Palmer als hochbegabt eingestuft und bestand sein Abitur an der Waldorfschule in Engelberg im Juni 1992 mit der Gesamtnote 1,0. Nach seinem Zivildienst beim Deutschen Roten Kreuz studierte er von 1993 bis 2000 an der Eberhard Karls Universität Tübingen Geschichte und Mathematik für das Lehramt und verbrachte 1997 ein Auslandssemester in Sydney. Sein Studium schloss er mit dem ersten Staatsexamen ab.
Palmer war bis 2013 mit der grünen Bundestags- und Europaabgeordneten Franziska Brantner liiert. Er nahm als einer der ersten Oberbürgermeister Deutschlands nach der Geburt ihrer gemeinsamen Tochter (* 2010) von Ende August bis Anfang November 2010 zwei Monate Elternzeit in Anspruch und ließ in dieser Zeit sein Amt ruhen. Gemeinsam mit Magdalena Ruoffner hat Palmer zwei Söhne, die 2015 und 2020 geboren wurden. Im Dezember 2021 heiratete das Paar.

## Palmer als politische Persönlichkeit
Während seines Studiums war Palmer als Studentenvertreter aktiv. An der Universität war er von 1995 bis 2000 AStA-Referent für Umwelt und Verkehr. In dieser Zeit entwickelte er ein Konzept zur Einführung von Nachtbussen im Raum Tübingen, das ab April 1996 umgesetzt wurde, und wirkte an der Einführung des Semestertickets mit. Für dieses Engagement wurde ihm 1996 der Umweltpreis des Schwäbischen Tagblatts verliehen. Nach dem Studium arbeitete er als wissenschaftlicher Mitarbeiter für die Bundestagsfraktion von Bündnis 90/Die Grünen.
Palmer war von 1996 bis 2023 Mitglied von Bündnis 90/Die Grünen. Von 1997 bis 2000 gehörte er dem Vorstand des Tübinger Kreisverbandes seiner Partei an. Im November 2012 belegte er bei der Wahl zum Parteirat von Bündnis 90/Die Grünen den letzten Platz und gehörte dem 16-köpfigen Gremium seither nicht mehr an.

### Landtagsabgeordneter (2001 bis 2007)
Palmer wurde 2001 erstmals in den Landtag von Baden-Württemberg gewählt, wo er über ein Zweitmandat den Wahlkreis Tübingen vertrat. Er war Mitglied im Ausschuss für Umwelt und Verkehr sowie umwelt- und verkehrspolitischer Sprecher der Fraktion Bündnis 90/Die Grünen. In dieser Funktion gehörte er zu den Kritikern des Verkehrs- und Städtebauprojektes Stuttgart 21.
Bei der Landtagswahl 2006 wurde Palmer erneut zum Abgeordneten gewählt. In seinem Wahlkreis erreichte er einen Stimmenanteil von 22,1 %, wodurch die Grünen hier erstmals zweitstärkste Partei vor der SPD wurden. Palmer wurde zu einem von drei stellvertretenden Fraktionsvorsitzenden gewählt, gab diese Funktion mit dem Amtsantritt zum Oberbürgermeister von Tübingen aber wieder ab. Zum 25. Mai 2007 legte er entsprechend einer vor der Oberbürgermeisterwahl getroffenen Ankündigung sein Landtagsmandat nieder. Für ihn rückte Ilka Neuenhaus nach.

### Oberbürgermeisterwahl in Stuttgart (2004)
Palmer trat als Kandidat der Grünen für das Amt des Oberbürgermeisters von Stuttgart an. Im ersten Wahlgang am 10. Oktober 2004 erreichte er mit einem Stimmenanteil von 21,5 % den dritten Platz hinter Amtsinhaber Wolfgang Schuster (CDU) und Ute Kumpf (SPD). Angesichts des deutlichen Rückstandes auf die zweitplatzierte Kumpf zog Palmer seine Kandidatur für den zweiten Wahlgang zurück. Mit beiden Konkurrenten führte er Gespräche über mögliche inhaltliche Zugeständnisse. Dabei signalisierte Schuster im Unterschied zu Kumpf ein Entgegenkommen in sechs Punkten, was Palmer anschließend in einer öffentlichen Stellungnahme darlegte, die von vielen Beobachtern als indirekte Wahlempfehlung zugunsten von Schuster interpretiert wurde und kontroverse Reaktionen hervorrief. Schuster erklärte unter anderem, dass ein Bürgerentscheid über das umstrittene Großprojekt Stuttgart 21 bei erheblichen Kostensteigerungen für die Stadt möglich sei. Viele Beobachter sahen eine Reaktion auf das Verhalten der Stuttgarter SPD bei den Oberbürgermeisterwahlen in Stuttgart 1996, als der im ersten Wahlgang drittplatzierte SPD-Bewerber Rainer Brechtken nicht bereit war, seine Kandidatur zurückzuziehen und damit möglicherweise einen Wahlsieg des Grünen Rezzo Schlauch verhinderte. Nachdem die Stuttgarter Grünen bei der Gemeinderatswahl im Juni 2009 stärkste Partei geworden waren, äußerte Palmer zunächst sein Interesse an einer erneuten Kandidatur bei der Stuttgarter Oberbürgermeisterwahl im Jahre 2012, erklärte aber im März 2010, von einer solchen Kandidatur absehen zu wollen.

### Oberbürgermeister von Tübingen (seit 2007)

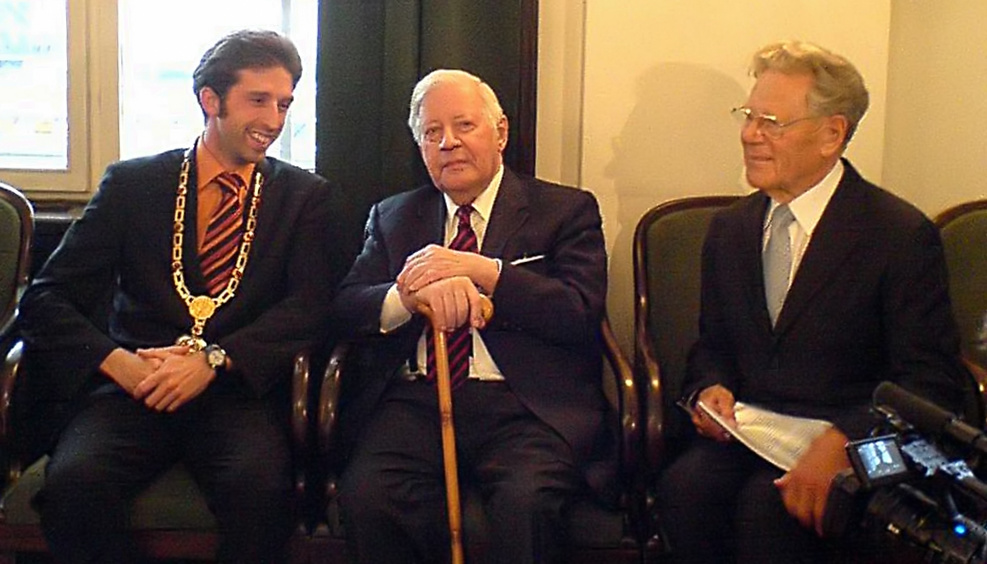
Boris Palmer mit Amtskette (l.) mit Helmut Schmidt und Hans Küng (Mai 2007)

Am 22. Oktober 2006 wurde Palmer zum Oberbürgermeister von Tübingen gewählt. Er erreichte bereits im ersten Wahlgang mit einem Stimmenanteil von 50,4 % die erforderliche absolute Mehrheit. Auf die Amtsinhaberin Brigitte Russ-Scherer (SPD) entfielen 30,2 %, sonstige Kandidaten erhielten insgesamt 19,4 %. Die Wahlbeteiligung lag bei 51,6 %.
Bei der Wahl am 19. Oktober 2014 wurde Palmer mit 61,7 % der Stimmen im ersten Wahlgang wiedergewählt, die parteilose Gegenkandidatin Beatrice Soltys kam auf 33,2 %. Die Wahlbeteiligung lag bei 55 %.
Palmer erhielt 2017 den Ordre national du Mérite für sein Engagement zur Vertiefung der deutsch-französischen Beziehungen.
Nachdem der Landesvorstand der Grünen Baden-Württemberg im Jahr 2021 offiziell seinen Parteiausschluss beantragt hatte, erklärte Palmer, im darauffolgenden Jahr nicht als Kandidat der Grünen für eine Wiederwahl zur Verfügung zu stehen (vgl. hierzu Abschnitt Palmers Stellung innerhalb seiner Partei). Wenig später gab er bekannt, als parteiloser Kandidat anzutreten. Den Ausschlag dazu habe ein entsprechender Aufruf gegeben, an dem sich mehr als 800 Wahlberechtigte beteiligt hätten. Der Stadtverband Tübinger Alternative Liste (AL)/Grüne unterstützte im Wahlkampf die Wiederwahl von Palmer zum Oberbürgermeister, während die restlichen Gliederungen der Grünen Ulrike Baumgärtner, Ortsvorsteherin des Tübinger Stadtteils Weilheim, unterstützten.
Palmer gewann die Wahl am 23. Oktober 2022 mit der absoluten Mehrheit von 52,4 % der Stimmen; Baumgärtner (Grüne) kam auf 22,0 %, Sofie Geisel (SPD) auf 21,4 % der Stimmen. Die Wahlbeteiligung lag nach Angaben der Stadt Tübingen bei 62,6 %.

#### Lokale Klimaschutzinitiative
Zu Palmers politischen Zielen gehören lokale Klimaschutzmaßnahmen. Die von ihm initiierte Klimaschutzkampagne Tübingen macht blau ermöglichte eine Senkung des CO2-Ausstoßes um 32 % pro Kopf ab 2007. Im selben Zeitraum gingen die CO2-Emissionen in Deutschland nur um 8 % zurück. Die Kampagne wurde unter anderem vom Bundesumweltministerium und 2014 mit dem European Energy Award in Silber ausgezeichnet. Der Tübinger Gemeinderat beschloss im energiepolitischen Arbeitsprogramm das Ziel, die CO2-Emissionen pro Kopf bis 2022 um 45 % gegenüber 2006 zu senken. Im Jahr 2018 erhielt Tübingen den European Energy Award in Gold als beste der sieben ausgezeichneten Kreise und Städte Baden-Württembergs und „eea-Spitzenreiter“ der deutschen Großen Mittelstädte. Boris Palmer wurde zeitweise zum Energiebotschafter des Landes Niederösterreich ernannt.
Des Weiteren hat sich Boris Palmer 2021 für eine deutliche Erhöhung der Parkgebühren für SUVs bei den Anwohnerparkplätzen der Stadt eingesetzt. So wollte er statt der bisherigen 30 Euro pro Jahr 360 Euro von SUV-Besitzern verlangen. Diese Erhöhung scheiterte aber am Widerstand des Gemeinderats. Nach einem Kompromiss kostet ein SUV-Parkplatz nun 180 Euro. Ein SUV wurde im Rahmen der rechtlichen Umsetzung als ein Auto mit Verbrennungsmotor, das mehr als 1800 Kilogramm wiegt oder als ein Elektroauto mit einem Gewicht ab 2000 Kilogramm definiert. Mit den Einnahmen sollen die Bustarife im ÖPNV günstiger angeboten werden können und Anreize für die Mobilitätswende geschaffen werden.
Zur Reduzierung der Menge von Einwegmüll in der Stadt betrieb Palmer die Einführung einer Steuer auf Einwegverpackungen für Essen. Die Verpackungssteuer wurde in Tübingen im Januar 2022 durch einen Beschluss des Gemeinderats eingeführt. Im Zuge einer Klage vor dem Verwaltungsgerichtshof Baden-Württemberg haben die Richter entschieden, dass die Steuer unwirksam sei. Gegen dieses Urteil legte die Stadt im April 2022 Revision ein. Im Revisionsverfahren entschied das Bundesverwaltungsgericht im Mai 2023, dass die Verpackungssteuer erhoben werden darf. Gegen diese Entscheidung wurde Verfassungsbeschwerde beim Bundesverfassungsgericht eingereicht, dieses bestätigte im Januar 2025 schließlich höchstinstanzlich die Zulässigkeit der Verpackungssteuer.

#### Bürgerbeteiligung
Nach dem Abriss des Gebäudes Mühlstraße 3 im Jahr 2009 hatte die Stadt den Bürgern erst verspätet ausführlich die verschiedenen Optionen zur Neugestaltung dieser Stelle vorgestellt, als das Vorhaben bereits endgültig vom Gemeinderat beschlossen worden war. Seither bemüht sich Palmer um eine frühzeitige Einbindung der Bürgerschaft und Offenlegung der Ziele der Verwaltung bei zentralen Bauprojekten, z. B. ab 2011 bei der Umgestaltung des „Südlichen Stadtzentrums“ mit dem Zentralen Omnibusbahnhof und ab September 2018 mit der Innenstadtstrecke der geplanten Regional-Stadtbahn.

#### Verkehrspolitik
Unter Boris Palmer wurden zahlreiche Straßen erneuert und Verkehrsströme neu geordnet, um den Umweltverbund aus Fußgängern, Radfahrern und ÖPNV zu stärken. An 77 Ampelanlagen wurde eine Busbevorrechtigung eingeführt. Seit 2011 betreiben die Stadtwerke über die TüBus GmbH erstmals eigene Busse, während zuvor ausschließlich private Busunternehmer den Stadtverkehr betrieben. Das ohnehin dichte Fahrradwegenetz der Unistadt wurde erweitert und besser beschildert. Die Parkraumbewirtschaftung wurde auf weitere Stadtbereiche ausgeweitet. Bei der Umgestaltung der Mühlstraße kam es allerdings durch fehlerhafte Planungen zu Kostensteigerungen und zwischenzeitlichen Behinderungen des Busverkehrs, wofür Palmer in der Folge die politische Verantwortung übernahm.
In Tübingen gibt es seit Februar 2018 die Möglichkeit, an Samstagen kostenlos mit dem Öffentlichen Personennahverkehr der Stadt zu fahren. Das Deutschlandticket wird in Tübingen für alle Einwohner vergünstigt angeboten. Für bestimmte Gruppen gibt es darüber hinaus weitere Vergünstigungen.

#### Wohnungspolitik
2019 wollte Palmer die Eigentümer etwa 500 baureifer, aber im Mittel 20 Jahre unbebauter Grundstücke zum Bauen verpflichten, um den angespannten Tübinger Wohnungsmarkt zu entspannen. Anders als eine dem Landesrecht unterliegende Mietpreiskontrolle wäre ihm dies in seinem Amt rechtlich sogar ohne Beteiligung des Gemeinderates möglich gewesen, und zwar durch Erlass von mit bis zu 50.000 Euro Geldbuße bewehrten Baugeboten. Die Initiative wurde nicht umgesetzt.

#### Städtischer Haushalt
Die jährlichen Gewerbesteuereinnahmen der Stadt, die vor Palmers Amtsantritt kontinuierlich bei 15–20 Mio. Euro jährlich lagen, stiegen 2013 auf 48 Mio. Euro.

#### Wirtschaftspolitik
Als wichtigste Aufgabe der Stadt in der Wirtschaftsförderung sieht Palmer den Ausbau neuer Produktions- und Forschungsgebäude. Diese entstehen jedoch nicht in neuen Gewerbegebieten, sondern durch Verdichtung im Bestand. Palmer ließ unter anderem den Bebauungsplan Steinlachwasen so überarbeiten, dass zwei der größten Tübinger Firmen sehr viel größere und höhere Betriebsgebäude errichten konnten. Seit dem Neubau des Max-Planck-Instituts für intelligente Systeme entsteht in Tübingen das Herzstück des „Cyber Valley“, einem Forschungsverbund, der Baden-Württemberg eine Spitzenstellung in der Entwicklung künstlicher Intelligenz sichern soll. Teil des Cyber Valley ist Amazon, das in Tübingen ein Forschungszentrum für 200 Mitarbeiter bauen will. Palmer verteidigte die Ansiedlung gegen Kritik, die unter anderem von der Ratsfraktion der Linken geäußert wurde, und erreichte eine Mehrheit im Gemeinderat für die Grundstücksvergabe an Amazon.

#### Dienstwagen
Anfang 2007 entschied sich Palmer, als Dienstwagen ein ausländisches Hybridauto zu nutzen. 2008 folgte ein Umstieg auf einen Kleinstwagen mit Start-Stopp-System. Palmer verzichtete später aber auch darauf und verwies auf noch immer zu hohen Kraftstoffverbrauch und zu geringe Nutzung. 2014 ersetzte Boris Palmer seinen Dienstwagen nach eigenen Angaben „durch ein Elektrofahrrad“ und nutzt außerdem selten ein städtisches Dienstfahrzeug.

#### Position zu Tierversuchen in Tübingen
In der Kontroverse um Versuche an Rhesusaffen am Tübinger Max-Planck-Institut für biologische Kybernetik ab 2014 befürwortete Palmer die Versuche und beklagte die folgende Einstellung der Versuche als Rückschlag für die Forschung.

#### Schulsanierung
Einer der ersten Initiativen Palmers nach seinem Amtsantritt folgend beschloss der Tübinger Gemeinderat 2007, die ursprünglich für einen späteren Termin geplante energetische Sanierung des Wildermuth-Gymnasiums vorzuziehen. Berechnungen hatten zuvor ergeben, dass der durch die Senkung der Heizkosten um 57 % eingesparte Betrag höher liegt als die Kosten der Baumaßnahmen.

#### Kontroverse um Bundesverdienstkreuz für Felicia Langer
Palmer unterstützte die am 16. Juli 2009 erfolgte Auszeichnung der damals in Tübingen wohnhaften Rechtsanwältin, Menschenrechtsaktivistin und Publizistin Felicia Langer (1930–2018) mit dem Bundesverdienstkreuz erster Klasse. Die Auszeichnung führte aufgrund von Langers kritischer Sicht der Politik Israels zu einer öffentlichen Kontroverse. Der Publizist Henryk M. Broder erhob per E-Mail an Palmer schwere Vorwürfe gegen Langer; beider Dialog wurde in den Stuttgarter Nachrichten veröffentlicht.

#### Bürger-App mit Cybervoting
Auf Initiative von Palmer und des Tübinger Gemeinderates ist in Tübingen seit 2019 die Teilnahme an kommunalen Bürgerbefragungen mit Hilfe einer „Bürger-App“ für mobile Endgeräte möglich. Das Ergebnis der Befragung ist nicht bindend, sondern dient dem Gemeinderat als Entscheidungshilfe. Dabei bekommt jeder Tübinger ab 12 Jahren einen QR-Code zugeschickt. Ist die App installiert und eine Befragung steht an, ploppt auf dem Handy eine Nachricht auf. Der Bürger erhält Informationen und kann in der neuen App abstimmen. Die erste Befragung mit der Bürger-App fand im März 2019 zum Bau eines neuen Hallenbads, eines Konzertsaals sowie drei weiteren Fragen statt. Die Beteiligung an der Befragung betrug 16 %. Der Chaos Computer Club Stuttgart (CCCS) kritisierte, dass das System manipulierbar sei, da Quelltext und Prüfbericht der Software nicht öffentlich sowie Endgeräte und Anbieter nicht vertrauenswürdig seien. Mit Digitalisierung könne nicht jedes Problem behoben werden. Der CCCS forderte Palmer öffentlich auf, das „gefährliche Experiment“ zu beenden. Abstimmungsergebnisse seien nicht überprüfbar, da sie nicht erneut ausgezählt werden könnten.

### Kreisrat des Landkreises Tübingen
Bei der Kommunalwahl 2024 kandidierte Palmer für den Kreistag des Landkreises Tübingen auf der Liste einer Freien Wählervereinigung (die nicht zu der Partei Freie Wähler, sondern zum Freie Wähler Landesverband Baden-Württemberg gehört). Er wurde mit mehr als 33.000 Stimmen, der höchsten Stimmenzahl aller Kandidaten, in den Kreistag gewählt.

### Politische Positionen
Palmer wurde dem realpolitischen Flügel der Grünen zugerechnet und äußerte sich regelmäßig auch zu Themen der Bundespolitik.

#### Innenpolitik
2011 erklärte Palmer, dass für eine „verantwortungsvolle Innenpolitik“ neben Prävention und Dialog „auch manchmal Repression angesagt ist“. 2013 sprach er sich dafür aus, das baden-württembergische Polizeigesetz zu ändern, um gegen auffällige Konsumenten von Alkohol in der Öffentlichkeit Aufenthaltsverbote aussprechen zu können.

#### Steuerpolitik
2012 forderte Palmer eine Besteuerung hoher Vermögen.
Abweichend vom Wahlprogramm seiner Partei sprach er sich im Bundestagswahlkampf 2013 dafür aus, den Spitzensteuersatz weniger stark anzuheben (von 45 auf 47 % statt auf 49 %). Zudem befürchtete er eine Abwanderung von Arbeitsplätzen, falls die Rabatte der Industrie auf Energiesteuern zu sehr zurückgefahren würden. Er sah in den steuerpolitischen Forderungen seiner Partei die zentrale Ursache für das schlechte Abschneiden bei der Wahl und forderte, die Grünen müssten bei einer etwaigen rot-rot-grünen Koalition 2017 „der Garant ökonomischer Vernunft“ sein.

#### „Stuttgart 21“
Als Gegner des Projektes Stuttgart 21 in seiner derzeitigen Form übernahm Palmer die Führungsrolle der Projektgegner in den Schlichtungsgesprächen zu diesem Thema, was ihm Kritik aus Tübingen einbrachte, da sich der Stadtrat mehrheitlich für das Projekt aussprach und die Schlichtung in Palmers Elternzeit fiel.
Während eines Schlichtungsgesprächs am 27. November 2010 bot ihm der Vorstand der Deutschen Bahn, Volker Kefer, an, bei der Bahn als Planer zu arbeiten. Vor der Volksabstimmung zu Stuttgart 21 am 27. November 2011 engagierte Palmer sich im Abstimmungskampf für ein Ende des Projektes. Nachdem seine Position in der Volksabstimmung keine Mehrheit gefunden hatte, erklärte er, dass für ihn „das Kapitel definitiv abgeschlossen“ sei und dass „man […] auch verlieren können“ müsse. Im Sommer 2012 erklärte er Stuttgart 21 zu „einem Fehler, den wir jetzt machen müssen“. 2013 verlangte er in einer Fernsehsendung des SWR erneut einen sofortigen Ausstieg aus dem Projekt, da die Kosten weit über den zu diesem Zeitpunkt angegebenen 6,8 Mrd. € liegen würden, und sprach sich für das Alternativprojekt Kopfbahnhof 21 aus.

#### Kohlekraftwerk Brunsbüttel
Palmer befürwortete Anfang 2010 die Beteiligung der Stadtwerke Tübingen, deren Aufsichtsratsvorsitzender er ist, an einem geplanten Steinkohlekraftwerk in Brunsbüttel. Die Stadtwerke sind im Rahmen eines Konsortiums über die SüdWestStrom mit 0,4 % am Projekt beteiligt. Im Juli 2012 gab die SWS das Projekt auf.

#### Flüchtlings- und Migrationspolitik
Palmer vertrat zur Flüchtlingspolitik eine Minderheitenposition innerhalb der Grünen.
Anfang August 2015 forderte er von seiner Partei „Realismus in der Flüchtlingsdebatte“. Aufgrund der Vielzahl von Flüchtigen und „überlasteter Aufnahmekapazitäten“ sei es nötig, Abschiebungen von abgelehnten Asylbewerbern mitzutragen und neu zu definieren, was sichere Herkunftsländer sind. Man müsse fragen, „ob Menschen, die aus wirtschaftlichen Gründen zu uns kommen, die aus purer Not zu uns kommen, ob die den gleichen Grund haben, bei uns Unterschlupf zu finden, wie Menschen die vor Krieg fliehen. Und ich glaube, die Antwort ist nein.“ Während der so genannten Flüchtlingskrise in Europa 2015 erklärte Palmer außerdem, dass Deutschland „nicht Platz für alle“ habe und man notfalls Wohnungen zur Unterbringung von Flüchtlingen beschlagnahmen müsse. Außerdem sei es ein Fehler, in Erstaufnahmeeinrichtungen Geld- statt Sachleistungen zu zahlen, weil dies zu steigenden Flüchtlingszahlen aus dem Balkan geführt habe. Wichtiger sei die Aufnahme von Kriegsflüchtlingen. Palmer plädierte dafür, statt „Durchhalteparolen“ die Flüchtlingspolitik „ehrlicher“ zu diskutieren, da sonst eine „brandgefährliche“ gesellschaftliche Lage erzeugt werde. Seine Forderung vom Oktober 2015, die EU-Außengrenzen zu schließen, notfalls bewaffnet, stieß in seiner Partei auf Kritik, die ihn zu einer Entschuldigung für die Wortwahl veranlasste. Im Februar 2016 bekräftigte Palmer, dass die europäischen Grenzen durch Zäune und europäische Grenzschützer gesichert werden sollten.
Ende 2016 schrieb Palmer in der FAZ, er habe „ein Jahr lang erlebt, welche innere Gegenwehr es verursacht, wenn man sich grundlos als Rassist und unmoralischer Mensch beschimpfen lassen muss. Diese Attacken bekehren niemanden. Sie verstärken den Unwillen“. Patrick Bahners kommentierte diese Sichtweise Palmers mit den Worten: „Seht mich an, so lautete die Botschaft dieses linksliberalen städtischen Bürgers an ‚das liberale Milieu‘: Moralische Ächtung des Ressentiments ist kontraproduktiv, verstärkt es nur weiter – sogar mich kann es packen.“
In Interviews äußerte Palmer: „Die Menschen, die während der Flüchtlingskrise zu uns gekommen sind, haben eine andere Einstellung zu Frauenrechten, religiöser Toleranz und Umweltschutz. Wenn eine Million Menschen in einer so kurzen Zeit kommen, muss man sich plötzlich wieder mit Vorstellungen auseinandersetzen, die man für überwunden glaubte. Das kann eine Gesellschaft zurückwerfen.“
In der Debatte um die Altersschätzung von unbegleiteten minderjährigen Flüchtlingen forderte Palmer „angesichts der erheblichen Kosten und offenkundigen Gefahren, die von dieser Gruppe junger Männer ausgeht“, eine Beweislastumkehr. Ohne Nachweis der Minderjährigkeit solle jede Person „als Erwachsener behandelt“ werden.
Im August 2017 erschien sein Buch Wir können nicht allen helfen, in dem er sich unter anderem mit möglichen Belastbarkeitsgrenzen im Bezug auf Bildungs- und Jobchancen, Wohnraum und Sicherheit auseinandersetzt. Die Parteiführung der Grünen kritisierte, dass Palmer ein Zerrbild der grünen Flüchtlingspolitik zeichne, das mit der Realität schon lange nichts mehr zu tun habe. Niemand in der Partei plädiere noch dafür, alle Flüchtlinge aufzunehmen.
Im November 2018 kritisierte Palmer den UN-Migrationspakt, da dieser Einwanderung und Asyl nicht immer sauber unterscheide. Er sei in dem Dokument auf viele Probleme gestoßen und meinte, dass es ein Fehler gewesen sei, das Thema öffentlich ein Jahr lang zu ignorieren.

##### Parteiinterne Kritik an Palmers Positionen zur Flüchtlings- und Einwanderungspolitik
Im Februar 2016 distanzierte sich die damalige Grünen-Spitze von Palmer. Die ehemalige Co-Vorsitzende Simone Peter äußerte: „Wer Zäune und Mauern zur Begrenzung der Einwanderung von Flüchtlingen fordert, spielt in erster Linie rechten Hetzern in die Hände.“
In der Sitzung des Deutschen Bundestages vom 17. Januar 2019 zitierte der CSU-Abgeordnete Alexander Radwan in einer Rede folgende Äußerung von Palmer: „Tatsache ist: Es kommen gerade nicht diejenigen über das Meer, die unsere Hilfe dringend brauchen, sondern vor allem junge Männer, die Schlepper bezahlen können. Tatsache ist auch, dass die meisten in Europa bleiben, obwohl sie keinen Anspruch auf Asyl haben. Das kann kein gutes System sein. Für niemand. Die Seenotretter sind Teil des Kalküls der Schlepper.“ Manuel Sarrazin (Grüne) distanzierte sich in einer Kurzintervention im Namen der gesamten Bundestagsfraktion von Bündnis 90/Die Grünen.

##### Tübinger „Liste der Auffälligen“ ab Januar 2019
Gemeinsam mit seinem Schwäbisch Gmünder Amtskollegen Richard Arnold forderte Palmer 2018, „auffällige“ Flüchtlinge aus von Kommunen betriebenen Unterkünften in „sichere Landeseinrichtungen“ in entlegenen Gegenden zu verbringen und dort unter Polizeibewachung zu stellen. Zu diesen „Auffälligen“ zählte Palmer dabei nicht nur Straftäter, sondern bezog sich ausdrücklich auch auf nicht straffällig in Erscheinung getretene „Störer“ und „Tunichtgute“ im öffentlichen Raum. Angesichts einer von ihm beschriebenen „Gefahrenlage“, der seiner Meinung nach unzureichenden strafrechtlichen Handhabe des Staates und der defizitären Situation der zuständigen rechtsstaatlichen Institutionen forderte Palmer, dass freiheitsbeschränkende Maßnahmen wie die Unterbringung in bewachten landeseigenen Lagern auch allein auf Antrag der jeweiligen Kommunalverwaltung, d. h. rein auf dem Verwaltungsweg und unter Umgehung des Richtervorbehalts, erfolgen sollten. Anfang Januar 2019 teilte das CDU-geführte baden-württembergische Innenministerium mit, dass für diese von Palmer geforderten Maßnahmen keine rechtliche Grundlage vorhanden sei.
Ende Januar 2019 gab Palmer daraufhin bekannt, dass die Stadt Tübingen nun selbst sogenannte „auffällige“ Flüchtlinge behördenübergreifend auf einer zentralen Liste erfasse. Personen auf dieser Liste sollten künftig in einer bewachten Flüchtlingsunterkunft in Tübingen konzentriert und Einschränkungen in ihrer Freizügigkeit unterworfen werden.
Kritische Fragen zu den rechtlichen und integrationspolitischen Aspekten dieses Vorgehens der Stadtverwaltung, u. a. von örtlichen Kirchengemeinden, Sozialverbänden und weiteren zivilgesellschaftlichen Akteuren in der Flüchtlings- und Integrationsarbeit, bewertete Palmer zunächst als „politische Propaganda“, später verwies er in einem Posting auf Facebook auf Gewalttaten von Asylbewerbern in anderen Städten und dass es daher seine Pflicht als oberster Dienstherr sei, seine Mitarbeiter zu schützen. Das Schwäbische Tagblatt meldete: „Die gestellten Fragen beantwortete der OB nicht.“ Am 30. September 2020 untersagte der Landesbeauftragte für den Datenschutz die Weiterführung der Liste und ordnete die Löschung bereits vorhandener Daten an. Palmer wollte der Anordnung nachkommen, äußerte jedoch sein Unverständnis. Er wolle nun eine andere Liste führen, in die keine Informationen der Staatsanwaltschaft einfließen.

#### Corona-Maßnahmen
Palmer gilt als Kritiker einiger Maßnahmen zur Eindämmung der COVID-19-Pandemie. Aufsehen erregte im April 2020 eine Aussage im Sat.1-Frühstücksfernsehen, mit der er eine Lockerung der Maßnahmen begründete: „Ich sag's Ihnen mal ganz brutal: Wir retten in Deutschland möglicherweise Menschen, die in einem halben Jahr sowieso tot wären – aufgrund ihres Alters und ihrer Vorerkrankungen.“ Er wies dabei auf einen drohenden Armutsschock durch den sogenannten Shutdown hin, der nach UNO-Berechnungen 100 Millionen Kinder das Leben kosten könne. Tatsächlich haben aber nach wissenschaftlichen Untersuchungen die Personen, die in Deutschland an COVID-19 verstorben sind, durchschnittlich neun Lebensjahre verloren. Eine im Deutschen Ärzteblatt veröffentlichte Studie kam auf durchschnittlich 9,6 verlorene Lebensjahre. Palmer erhielt heftige Kritik, auch aus der eigenen Partei. Die Landessprecher Sandra Detzer und Oliver Hildenbrand warfen ihm kalkulierte Ausrutscher und inszenierte Tabubrüche vor, die zu einer Polarisierung und Brutalisierung der öffentlichen Debatte beitrugen. Fritz Kuhn nannte Palmers Äußerungen „sozialdarwinistisch“. Die Bundesparteivorsitzende Annalena Baerbock entzog Palmer die Unterstützung der Partei für seine weitere politische Tätigkeit. Christoph Joachim, Grünenfraktionschef im Gemeinderat, distanzierte sich von Palmer und sprach sich gegen eine Kandidatur Palmers bei der nächsten Oberbürgermeisterwahl aus.
Am Abend relativierte Palmer seine Wortwahl. „Niemals würde ich älteren oder kranken Menschen das Recht zu leben absprechen“. Falls er sich „missverständlich oder forsch ausgedrückt“ habe, tue es ihm leid. Er rechtfertigte den Inhalt seiner Äußerung, weil seiner Meinung nach im Gegenzug der Tod von Millionen von Kindern in unterentwickelten Ländern in Kauf genommen würde, weil man absichtlich in eine Weltwirtschaftskrise laufe. Er sei sich „keinerlei Schuld bewusst“.
In einem offenen Brief forderten viele Grüne, ihn aus der Partei auszuschließen. Sie schrieben: „Mit seinen Äußerungen spaltet er die Gesellschaft, simplifiziert gesellschaftliche Probleme und betreibt immer wieder Propaganda gegen Schwächere“; er sei „unbelehrbar“. Am 8. Mai 2020 forderte der Landesverband der Grünen in Baden-Württemberg Palmer zum Parteiaustritt auf und zog ein Parteiordnungsverfahren gegen ihn in Betracht. Auf keinen Fall werde man ihn unterstützen, wenn er 2022 bei der nächsten Wahl zum Tübinger Oberbürgermeister erneut antreten sollte. Durch sein Verhalten agiere er systematisch gegen die Grünen, indem er sich mit seinen Äußerungen gegen politische Werte und politische Grundsätze der Grünen stelle. Daraufhin kritisierte Palmer falsche Unterstellungen der „Empörungsarena“.
Die Kommentatorin des Südwestfunks, Sandra Müller, rief zu nüchternem Blick auf die Tatsachen auf. Hier sei ein einzelner „Satz aus einem langen Interview“ herausgepickt und auf eine Art ausgelegt worden, die hörbar nicht gemeint war. Im Dezember 2020 bekräftigte der Bundesparteivorsitzende Robert Habeck, dass es weiterhin keine politische Unterstützung für Palmer gebe, dass er es aber richtig finde, dass es kein Parteiausschlussverfahren gibt. Palmer habe auch gelernt und gezeigt, dass er das, was er gesagt hatte, anders meint. Unter dem Strich stellte er Palmer als Bürgermeister ein gutes Zeugnis aus.
Der baden-württembergische FDP-Landesvorsitzende Michael Theurer zeigte sich offen für eine Parteimitgliedschaft Palmers: „Bei uns in der FDP Baden-Württemberg ist Boris Palmer herzlich willkommen“. Dieser lehnte das Angebot ab: Als Ökologe könne man unmöglich FDP-Mitglied werden, wie er es gegenüber der dpa formulierte.
Palmer plädierte in der ersten Pandemie-Welle im Frühjahr 2020 dafür, ältere Menschen für drei Monate komplett im Heim zu isolieren. Im Herbst 2020 setzte er dann auf verschiedene Maßnahmen zum besonderen Schutz der älteren Bevölkerung. Zu den Maßnahmen gehörten ab September das Testen des Personals in den Altenheimen, ab Oktober das Angebot von kostenlosen Schnelltests für Bewohner und Besucher der Heime, FFP2-Masken für über 65-Jährige und ein subventionierter Taxi-Service für über 60-Jährige. Dieses Konzept sorgte für Aufmerksamkeit und es gab Berichte und Interviews in verschiedenen Medien dazu. Nach Auffassung Palmers könnten Wirtschaft und gesellschaftliches Leben dadurch so wenig wie möglich eingeschränkt werden. Es gab auch Kritik u. a. vom Landesseniorenrat und vom Freiburger Oberbürgermeister Martin Horn.
Anfang Dezember 2020 behauptete Palmer, es habe in Tübingen zuletzt keine Covid-19-Erkrankungen mehr bei Menschen über 75 Jahren gegeben, die in Pflegeeinrichtungen oder Altenheimen lebten. Diese Aussage stellte sich jedoch als falsch heraus. Palmer erklärte dies später mit Problemen bei der Datenübermittlung und entschuldigte sich für die falschen Angaben.
Anfang Januar 2021 wiederholte Palmer seine Kritik an den Corona-Maßnahmen und forderte eine Abkehr vom 7-Tage-Inzidenzwert von 50 Coronavirus-Neuinfektionen. „Es reicht jetzt. Wir müssen leben!“ Ab Anfang Februar müsse man über Lockerungen reden. Palmers Aussage stieß bei SPD-Gesundheitspolitiker Karl Lauterbach auf Kritik, der zu Vorsicht mahnte und einen 7-tägigen Zielinzidenzwert von 25 forderte. Ein Mittel zur Eindämmung der Corona-Pandemie sah Palmer in nächtlichen Ausgangssperren. „Ich hätte gar nichts dagegen zu sagen: Ab 20 Uhr ist wirklich Ruhe“, sagte er am 28. März 2021.
Zusammen mit der Tübinger „Pandemie-Beauftragten“ Lisa Federle entwickelte Boris Palmer das Konzept für den Pilotversuch Tübinger Modell in Abstimmung mit dem Land. Dieses startete am 16. März 2021 und musste am 24. April 2021 aufgrund der Änderung des Infektionsschutzgesetzes beendet werden. Boris Palmer erklärte daraufhin: „Wir hätten mit Digitalisierung, mit Impfungen, mit Testungen, mit dem Schutz der Risikogruppen sehr viel besser durch die Krise kommen können.“
Im November 2021 bezeichnete Palmer die COVID-19-Impfung als „staatsbürgerliche Pflicht“. Wo Menschen Pflichten nicht anerkennen, so Palmer auf seiner Facebook-Seite, müsse „der Staat leider auch mit Sanktionen arbeiten“. Ein angedrohtes Bußgeld von 1000 Euro hielt Palmer für bereits ausreichend, um 95 Prozent der Impfverweigerer zur Einsicht zu bringen.
Im Januar 2022 machte er sich für eine Impfpflicht für Menschen ab 50 Jahren stark. Im selben Monat kam es zu einer Demonstration von „Querdenkern“, welche die Corona-Maßnahmen und insbesondere die Impfpflicht ablehnen, vor Palmers Wohnhaus. Dabei wurde unter anderem „Palmer verrecke“ gerufen.

#### Appell für freie Debattenräume
Im Herbst 2020 gehörte Palmer zu den Erstunterzeichnern des Appells für freie Debattenräume.

### Verhältnis zu anderen Parteien
Palmer hat sich wiederholt gegen eine zu enge Bindung der Grünen an die SPD ausgesprochen und dies in der Regel mit der Forderung nach einer Offenheit der Grünen zur CDU verbunden, um große Koalitionen zu vermeiden („Und bei der Energiewende ist es nun mal besser, wenn Herr Altmaier sie mit Jürgen Trittin aushandeln muss statt mit Sigmar Gabriel von der SPD, der die Kohlekraftwerke in Nordrhein-Westfalen oder Brandenburg verteidigt.“). Bereits vor der Landtagswahl 2006 formulierte er inhaltliche Kriterien, an denen sich ein mögliches schwarz-grünes Bündnis messen lassen müsse. Dem ehemaligen baden-württembergischen Ministerpräsidenten Stefan Mappus (CDU) stand Palmer angesichts dessen gesellschaftspolitischer Positionen allerdings ablehnend gegenüber. Nach der Bundestagswahl 2013 warnte er davor, dass infolge der gezielten Besetzung grüner Themen durch die SPD in der Großen Koalition die Grünen als „dauerhafte einstellige Kleinpartei aus der Zeit der GroKo hervorgehen“.
Palmer äußerte sich 2012 in einem Meinungsbeitrag in der Wochenzeitung Die Zeit kritisch zur Piratenpartei: „Die Piraterie erneuert unsere Demokratie nicht, sie bedroht sie in ihren Grundfesten. […] Die Bedrohung unserer Demokratie geht vom Kern der Piratenpartei selbst aus: Liquid Democracy ist eine Gefahr, weil sie zur Steuerung eines Gemeinwesens durch seine Bürgerinnen und Bürger schlicht ungeeignet ist.“ Er begründete dies mit der Unverbindlichkeit der Entscheidungen, da diese durch LD jederzeit wieder geändert werden könnten und weil LD den individuellen Wähler überfordere.
Für die Bundestagswahl 2025 sprach sich Palmer für eine schwarz-grüne Koalition aus.

### Palmers Stellung innerhalb der Partei Bündnis 90/Die Grünen und Parteiaustritt
Palmer vertrat in verschiedenen Politikfeldern Positionen, die in seiner Partei auf Unverständnis und Ablehnung stießen. Kritiker sahen Palmer als innerparteilich „isoliert“ an. 2020 distanzierten sich die Führung der Bundespartei und der baden-württembergische Landesverband von ihm und wollten Sanktionen gegen ihn prüfen. Nach Auffassung des damaligen Bundesvorsitzenden Robert Habeck sprach Palmer nicht für die Grünen. Bündnis 90/Die Grünen erklärten, dass sie Palmer bei einer erneuten Kandidatur in Tübingen und seiner weiteren politischen Tätigkeit nicht mehr unterstützen würden. Mehrere Grünen-Politiker forderten in einem offenen Brief den Parteiausschluss Palmers. Dagegen berichtete Palmer 2020, dass er gerade großen Zuspruch unter anderem von vielen Mitgliedern der Grünen-Basis erfahre.
Die Delegierten des online abgehaltenen Parteitags des Landesverbandes von Baden-Württemberg am 8. Mai 2021 leiteten ein innerparteiliches Ordnungsverfahren ein, mit dem Ziel, Palmer aus ihrer Partei auszuschließen. Ausschlaggebend für das Verfahren im Mai 2021 waren die von Palmer kurz vor dem Parteitag getätigten Aussagen (siehe Abschnitt Reaktion auf Äußerungen der Fußballer Lehmann und Aogo). Grünen-Landeschef Oliver Hildenbrand sagte: „Die Zeit ist reif dafür. Denn das Maß ist voll.“ Der Landesvorstand forderte Palmer auf, die Partei zu verlassen, und distanzierte sich deutlich auf seiner Internetseite: „Boris Palmer agiert systematisch gegen unsere Partei, indem er sich mit seinen Äußerungen gegen politische Werte und politische Grundsätze unserer Partei stellt. Dieses Auftreten dient nicht der politischen oder innerparteilichen Debatte, sondern der persönlichen Profilierung. Der Landesvorstand missbilligt zutiefst dieses politische Agieren und distanziert sich deutlich von Boris Palmer.“ 161 Delegierte stimmten für ein Ausschlussverfahren, 44 dagegen und acht enthielten sich.
Palmer erklärte in einer Stellungnahme, es habe sich dabei um Ironie gehandelt und er wolle das Verfahren gegen ihn nutzen, um sich gegen die Vorwürfe zu verteidigen. Der Antrag auf seinen Parteiausschluss verfolgt laut Palmer das Ziel, „eine abweichende Meinung zum Verstummen zu bringen“. Er sei heute mehr denn je überzeugt, „dass diese Partei mich braucht“.
Am 15. November 2021 beantragte der Landesvorstand der Grünen Baden-Württemberg offiziell den Parteiausschluss von Palmer. Am 23. April 2022 schlug das Landesschiedsgericht einen Kompromiss vor, den beide Seiten akzeptierten, sodass Palmer seine Parteimitgliedschaft bis Ende des Jahres 2023 ruhen lässt.
Am 1. Mai 2023 trat er aus der Partei aus, um nach einem Eklat am Rande einer Konferenz über Migrationspolitik in Frankfurt am 28. April nach eigenen Angaben eine weitere Belastung für die Partei zu vermeiden. Zuvor hatte sich, in Reaktion auf Palmers Auftreten bei der Konferenz, sein engster Unterstützer, sein Anwalt Rezzo Schlauch, von ihm abgewandt. Palmer erklärte mit seinem Parteiaustritt, professionelle Hilfe in Anspruch nehmen zu wollen, um Mechanismen der Selbstkontrolle in Konfliktsituationen zu erlernen und Konfrontationen auf professionellere Art aufzulösen.

### Kritik am Begriff „Menschenrechtsfundamentalismus“
Die Jury der sprachkritischen Aktion Unwort des Jahres kritisierte 2018 Palmers Begriff „Menschenrechtsfundamentalismus“, weil der Ausdruck „in besonderem Maße zeigt, dass wir – wie der ehemalige Bundestagspräsident Wolfgang Thierse schon 2016 auf dem Katholikentag in Leipzig mahnte – ‚Humanität neu zu lernen‘ haben und ‚elementare Regeln des politisch-menschlichen Anstands, des Respekts vor der persönlichen Ehre und der Menschenwürde […] für nicht wenige im Lande nicht mehr zu gelten [scheinen]‘“. Menschenrechte zu verteidigen sei „mehr als eine bloße Gesinnung, die als ‚Fundamentalismus‘ diskreditiert werden könnte.“ Zum Unwort des Jahres 2018 wählte die Jury dann aber den Begriff „Anti-Abschiebe-Industrie“. Palmer warf der Jury vor, ihm fälschlicherweise zuzuordnen, er habe sich gegen die Seenotrettung im Mittelmeer ausgesprochen.

### Öffentliche Auftritte

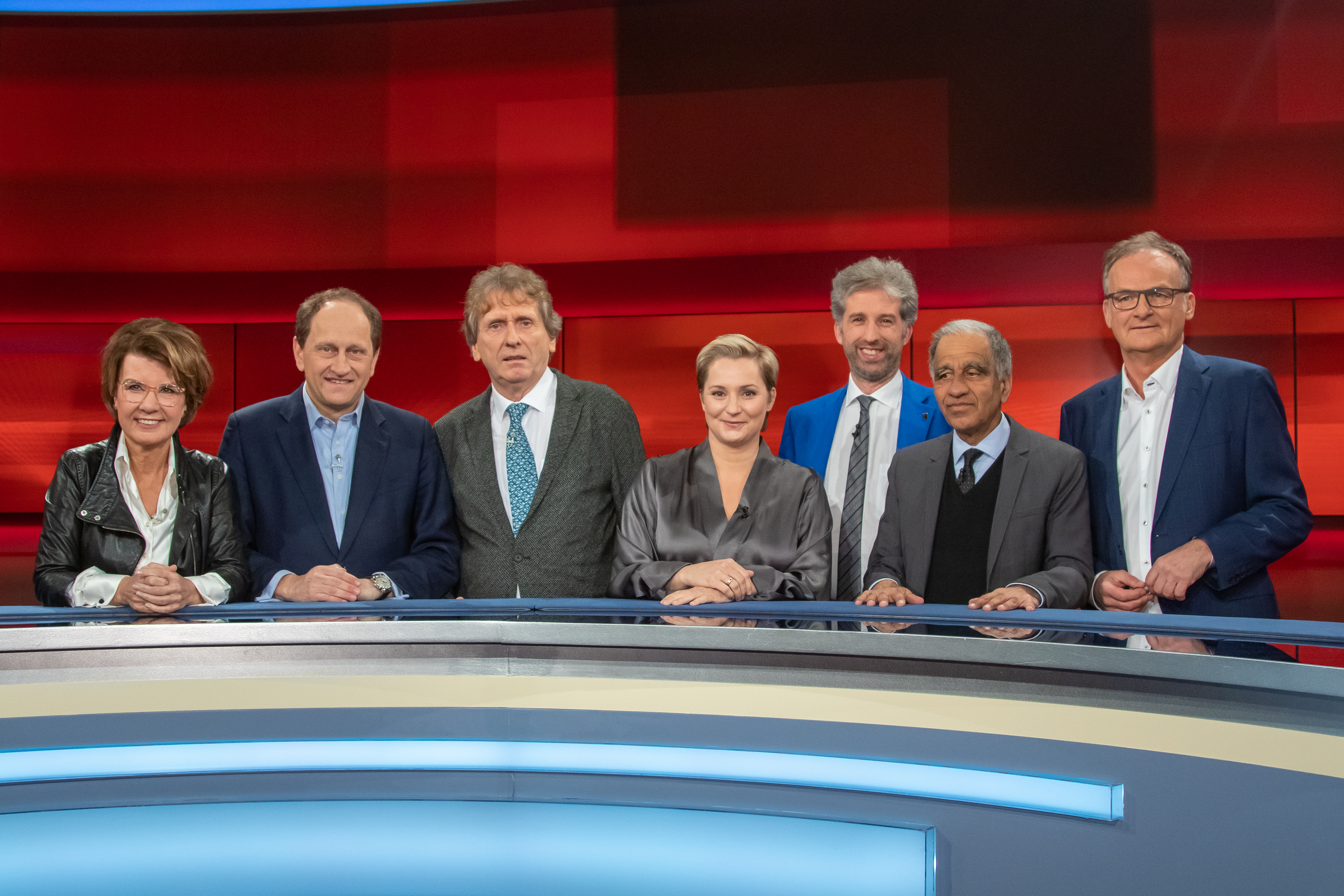
Palmer als Gast der Sendung hart aber fair (3. v. r.)

Palmer ist regelmäßig Gast in Fernsehsendungen wie Maybrit Illner, Markus Lanz und hart aber fair und äußert sich dort zu Themen der Bundes- und Landespolitik, aber auch zum sogenannten Tübinger Modell während der COVID-19-Pandemie, das bundesweite Aufmerksamkeit erfuhr.
Zudem ist Palmer auf der Social-Media-Plattform Facebook sehr aktiv. Als er ein wohl falsch geparktes Auto fotografierte und dort mit Nummernschild abbildete, führte dies zu umfangreicher Kritik an seinem Umgang mit privaten Daten: So berichtete der Focus unter der Überschrift „Facebook-Pranger: Grüner Oberbürgermeister verpetzt Falschparker“. Palmer erwiderte, dass nach jüngsten Urteilen weder ein Verstoß gegen den Datenschutz noch ein Eingriff in Persönlichkeitsrechte vorliege.
2019 tauschte er für eine Woche mit dem Spiegel-Online-Journalisten Hasnain Kazim die Facebook-Profile. Der erhoffte offene Dialog über politische Gräben hinweg funktioniere auf Palmers Facebook-Profil nicht, erkannte die Stuttgarter Zeitung. Vor allem Palmers Anhängerschaft habe Kazim das Leben schwer gemacht: „Beleidigungen, Pauschalurteile und wenig reflektierte Statements häufen sich.“

### Kontroversen um Palmer
Boris Palmer fiel öfter durch ungewöhnlich kritische, teilweise polemische Äußerungen auf, die zu öffentlichen Kontroversen und schließlich zu seinem Ausscheiden aus der Partei der Grünen führten. Äußerungen Palmers wurden als beleidigend, rassistisch und parteischädigend kritisiert. Palmer selbst räumte ein, sich zuweilen ungeschickt oder missverständlich ausgedrückt zu haben, und entschuldigte sich für einige seiner Äußerungen. Seine Popularität als Kommunalpolitiker blieb durch die Kontroversen weitgehend unangefochten. Er gewann weiterhin Wahlen und bleibt ein gefragter Interviewpartner auch in überregionalen Medien.

#### Äußerungen zum Benehmen eines Radfahrers
Im Mai 2018 verknüpfte Palmer das Fehlverhalten eines Radfahrers mit dessen Hautfarbe und mutmaßte, es müsse sich um einen Asylsuchenden handeln. Das Schwäbische Tagblatt wertete seine Aussagen als rassistisch und „unwürdig“. Der Kreisvorstand Tübingen und weitere Politiker von Bündnis 90/Die Grünen distanzierten sich von den Äußerungen Palmers. Die Tübinger SPD-Gemeinderatsfraktion kündigte an, sie werde ihn bei einer künftigen Wahl nicht erneut unterstützen. Palmer „trage zur Spaltung der Gesellschaft bei“.
Anschließend äußerte sich Palmer erneut über die „laszive Kleidung“ des Mannes und verteidigte seine Mutmaßungen über dessen Herkunft. Auf die Frage, warum er die Hautfarbe des Mannes genannt habe, antwortete er: „Weil der Typ mit nacktem Oberkörper, Kopfhörer und einer unglaublichen Dreistigkeit um die Leute rum gekurvt ist. Das gehört sich für niemand und für einen Asylbewerber schon dreimal nicht.“ Er habe lediglich offen beschrieben, was er – und seiner Erfahrung nach nicht er allein – in solchen Situationen denke, wenn mehrere Umstände zusammenkämen: „Jung, männlich, Verhaltensweise, Dresscode und im konkreten Fall schwarzafrikanische Herkunft.“ Palmer hatte zuvor gesagt, seine Äußerungen seien „kein Rassismus, sondern Logik“, was er nun bereue: „Ich habe Statistik mit Politik verwechselt.“ Anschließend entschuldigte er sich, er habe einen schweren Fehler gemacht und würde das heute so nicht mehr sagen; es tue ihm leid, „dass ausgerechnet die Menschen, die ich damit schützen will – nämlich Migranten mit schwarzer Hautfarbe –, sich angegriffen und pauschal stigmatisiert fühlen.“
Der Tübinger Gemeinderat verurteilte in einer Resolution mehrheitlich die Äußerungen Palmers. Indessen bezeichnete der Dramaturg Bernd Stegemann Palmer in der Wochenzeitung Die Zeit als tragischen Helden unserer Tage: „Die drei Wörter ‚schwarz‘, ‚rüpelhaft‘ und ‚Flüchtling‘ sind die zuverlässigste Formel, um einen Shitstorm zu entfachen, in dem die drei Wörter ‚Rassismus‘, ‚fremdenfeindlich‘ und ‚Hetze‘ ausufernd wiederholt werden.“ Es sei schwer zu glauben, dass Palmer das nicht gewusst habe. Er habe seine eigene Reputation aufs Spiel gesetzt, „um diesen paradoxen Mechanismus ins öffentliche Bewusstsein zu heben“. Den paradoxen Mechanismus meint Stegemann darin zu erkennen, dass konkretes Fehlverhalten, das eine Ausnahme darstelle, in der Regel nicht öffentlich besprochen werde und ihr Verschweigen zu einem generellen Verdacht gegenüber Flüchtlingen führen könne. Stegemann bezweifelte jedoch, ob ein „Kokettieren mit rassistischen Klischees“ dafür notwendig sei.

#### Aussagen über bahnfahrende Flüchtlinge ohne Fahrschein
Im September 2018 dementierte die Deutsche Bahn Palmers Behauptung, dass Flüchtlinge, die ohne gültigen Fahrschein fahren, ein wachsendes Problem seien: „Eine Häufung können wir nicht bestätigen.“

#### Kritik an einer Werbemaßnahme der Deutschen Bahn
Im April 2019 äußerte sich Palmer zu einer Werbekampagne der Deutschen Bahn, bei der auf fünf nebeneinander stehenden Bildern als typische Bahnkunden mehrere Personen mit Migrationshintergrund abgebildet waren, darunter Nazan Eckes und Nelson Müller. Auf seiner Facebook-Seite postete Boris Palmer diese Bilderreihe und stellte die Frage in den Raum, nach welchen Kriterien die Personen ausgewählt worden seien und welche Gesellschaft das abbilden solle. In der Tageszeitung taz wurde Palmer vorgeworfen, dass er „rassistisch“ und „scheinheilig“ sei. Laut Frankfurter Allgemeinen Zeitung sorgte die Kritik Palmers an der Auswahl von Werbeträgern der Bahn „für Empörung“. Palmers eigener Landesverband in Baden-Württemberg verurteilte die Äußerungen. Ein Sprecher der Deutschen Bahn sagte: „Herr Palmer hat offenbar zum wiederholten Male Probleme mit einer offenen und bunten Gesellschaft […] Solch eine Haltung lehnen wir ab.“ Der grüne Landesverband in Baden-Württemberg sowie die Bundessprecher der Partei, Robert Habeck und Annalena Baerbock, kritisierten Palmer für dessen Äußerungen. Claudia Roth stufte Palmers Aussagen als eindeutig rassistisch ein und legte ihm indirekt einen Parteiaustritt nahe. Auch andere Grüne forderten Palmers Rücktritt. Palmers Satz „Welche Gesellschaft soll das abbilden?“ wurde häufig zitiert, etwa 2022 als Titel einer Studie der Neuen deutschen Medienmacher*innen.

#### Reaktion auf Äußerungen der Fußballspieler Lehmann und Aogo
Im Mai 2021 wurden erneut Rassismusvorwürfe gegen Palmer laut. Hintergrund waren umstrittene Äußerungen der Ex-Fußballnationalspieler Dennis Aogo und Jens Lehmann. Palmer hatte die Kritik an beiden auf seiner Facebook-Seite als übertrieben kritisiert: „Cancel-Culture macht uns zu hörigen Sprechautomaten, mit jedem Wort am Abgrund. Ich will nicht in einem solchen Sprachjakobinat leben.“ Auf die Frage, ob er „mal wieder Rassismus relativieren“ wolle, reagierte Palmer mit einem Hinweis auf einen früheren Facebook-Kommentar einer unbekannten Person, die Aogo unterstellte, gegenüber einer Frau sexuell werbend das Wort „Negerschwanz“ verwendet zu haben. Palmer schrieb dazu: „der aogo [sic!] ist ein schlimmer Rassist. Hat Frauen seinen negerschwanz [sic!] angeboten.“ Aogo selbst bezeichnete daraufhin die Verwendung des Begriffs im Wochenmagazin Der Spiegel zwar als rassistisch, sagte jedoch auch, er könne die Ironie darin erkennen. Palmers Kritik an Cancel-Culture stimme er zu.
Die Grünen-Spitzenpolitikern Annalena Baerbock bezeichnete die Äußerungen als „rassistisch und abstoßend“. Auch der grüne Ministerpräsident Winfried Kretschmann kritisierte: „Solche Äußerungen kann man einfach nicht machen. [...] Ich finde es auch eines Oberbürgermeisters unwürdig, dauernd mit Provokationen zu polarisieren.“ Palmer sei ein „Profi“, der wissen müsse, dass Ironie in der Politik nie funktioniere.
Palmer wies den Vorwurf des Rassismus von sich und begründete seine Wortwahl mit der Nutzung ironischer Stilmittel. Er habe damit verdeutlichen wollen, wie absurd er „konstruierte Rassismusvorwürfe“ finde. Später räumte er in einem Interview in der TV-Satireshow von Florian Schroeder ein, dass er bei seinem Post nicht rechtzeitig erkannt habe, dass die Aussage auch anders als satirisch aufgefasst werden könne. Daher verstehe er, dass sich Andere verletzt fühlten, was aber nicht seine Absicht gewesen sei.
Des Weiteren erklärte Palmer in seinem Podcast, wie es zu den Posts, beispielsweise im Fall von Aogo, gekommen sei: Er gehe nicht gezielt vor, um zu provozieren und Aufmerksamkeit zu erregen. Vielmehr entstünden die Posts zwischendurch, und ihm sei in dem Moment nicht bewusst, dass man seine Aussagen auch anders als gemeint verstehen könne.
 Am 8. Mai 2021 erklärte Baerbock, dass Palmer die Unterstützung seiner Partei verloren habe, und erwog ein Verfahren zum Parteiausschluss. Die Grünen Baden-Württemberg leiteten am selben Tag auf einem digitalen Parteitag ein Parteiordnungsverfahren mit dem Ziel des Parteiausschlusses gegen Palmer ein. Das Verfahren wurde durch den Landesvorstand der Grünen Baden-Württemberg vor der Kreisschiedskommission der Grünen Tübingen geführt. Am 24. April 2022 wurde bekannt, dass Palmer auf einen Kompromissvorschlag des Landesschiedsgerichts seine Mitgliedschaft bis Ende 2023 ruhen lässt.

#### Eklat auf einer Konferenz zur Migrationspolitik
Ende April 2023 geriet er vor einer Konferenz zur Migrationspolitik in eine verbale Auseinandersetzung mit einer Gruppe Protestierender, die ihn wegen seiner Verwendung des Wortes „Neger“ kritisierte und „Nazis raus“ rief. Palmer entgegnete darauf, jemanden allein wegen des Aussprechens des Wortes so zu bezeichnen, sei „nichts anderes als ein Judenstern“.
Bei der Einleitung zu Palmers Vortrag auf der Konferenz fragte Susanne Schröter, Direktorin des Veranstalters Frankfurter Forschungszentrum Globaler Islam, was vor dem Veranstaltungsort vorgefallen sei. In der Erklärung benutzte Palmer ebenfalls mehrmals das umstrittene Wort und vertrat die Auffassung, dass der Kontext der Verwendung entscheidend sei. Es sei eine „justiziable Beleidigung“, Schwarze so zu nennen, aber es sei legitim, das Wort zu verwenden, wenn beispielsweise über die Sprache in Astrid Lindgrens Büchern diskutiert werde, die es seinerzeit darin verwendet hat.
Nachdem nahestehende Personen sich wegen seiner Äußerung von Palmer distanziert hatten, kündigte er selbst am 1. Mai eine Auszeit von seinem Amt an, um mit professioneller Hilfe zu versuchen, seinen „Anteil an diesen zunehmend zerstörerischen Verstrickungen aufzuarbeiten“. Er schrieb später, die Erwähnung des „Judensterns“ sei „falsch und völlig unangemessen“, und es tue ihm „unsagbar leid“, dass der Eindruck habe entstehen können, er wolle damit den Holocaust relativieren. Für seine einmonatige Auszeit im Juni 2023 verwendete er seinen Jahresurlaub.

## Schriften
- Eine Stadt macht blau. Politik im Klimawandel – das Tübinger Modell. Kiepenheuer & Witsch, Köln 2009, ISBN 978-3-462-04113-2 (eingeschränkte Vorschau in der Google-Buchsuche).
- Boris Palmer: Die Nazis, die Flüchtlinge und ich. In: FAZ.net. 24. November 2016, abgerufen am 18. Januar 2019 (Gastbeitrag).
- Wir können nicht allen helfen: Ein Grüner über Integration und die Grenzen der Belastbarkeit. Siedler, München 2017, ISBN 978-3-8275-0107-3.
(als Hörbuch: John Verlag, Schwaig 2017, ISBN 978-3-942057-90-5)[103][104]
- Erst die Fakten, dann die Moral. Warum Politik mit der Wirklichkeit beginnen muss. Siedler, München 2019, ISBN 978-3-8275-0124-0. (Auszug bei der Achse des Guten, 16. Oktober 2019).
- Boris Palmers Briefe an die AL und den Kreisverband der Grünen, Autorisierte Veröffentlichung, in: Schwäbisches Tagblatt, 14. Mai 2021